# Thierry Burkart
Pour les articles homonymes, voir Burkart.
Thierry Burkart, né le 21 août 1975 à Baden AG (originaire du même lieu et de Mühlau AG), est une personnalité politique suisse, membre du Parti libéral-radical (PLR). 
Il est député du canton d'Argovie au Conseil national de novembre 2015 à décembre 2019, puis au Conseil des États. Il préside le PLR depuis octobre 2021.

## Biographie
Thierry Burkart naît le 21 août 1975 à Baden, dans le canton d'Argovie. Il est originaire du même lieu et d'une autre commune du même canton, Mühlau. Son arrière-grand-père, Josef Burkart, également membre du PLR, a été membre du Conseil cantonal et du Conseil d'État zougois,.
Son père est d'origine italienne et sa mère pédagogue curative de formation. Ses parents se séparent alors qu'il a trois ans. Il grandit à Obersiggenthal avec sa sœur, tandis que son frère, son aîné de cinq ans, grandit avec son père en Italie,,.
Après son gymnase à Immensee dans le canton de Schwytz, où son travail de maturité porte sur les éléments populistes des discours de Christoph Blocher, il effectue des études de droit à Saint-Gall et à Lausanne, études qu'il achève en 2003. Il exerce la profession d'avocat au sein d'une étude à Baden.
Il a le grade de capitaine à l'armée.
Il a été en couple avec la conseillère nationale puis conseillère aux États socialiste Pascale Bruderer. Il habite à Baden à partir de 2001, puis emménage en 2021 avec sa partenaire et ses deux enfants à Lengnau. Ils se séparent fin 2024.

## Parcours politique
Son baptême politique remonte à 1989, lorsqu'il s'engage à l'âge de 14 ans contre l'initiative populaire pour une Suisse sans armée.
Il organise et préside le premier parlement des jeunes argovien en mars 2000,. Il siège ensuite au Grand Conseil du canton d'Argovie de 2001 à 2015. Il le préside en 2014. Il préside également le PLR argovien de 2010 à octobre 2013.
Candidat au Conseil national lors des élections fédérales de 2011, il termine troisième de la liste PLR du canton d'Argovie, derrière les élus Philipp Müller et Corina Eichenberger-Walther. Il est élu lors des élections fédérales de 2015, arrivant deuxième de la liste PLR, derrière Philippe Müller et devant Corina Eichenberger-Walther, tous deux réélus. Il est membre du bureau du Conseil national, de la Commission des transports et des télécommunications (CTT) et de la Délégation de surveillance des NLFA.
Il accède à la direction du PLR suisse au début 2018, et annonce en août 2021 sa candidature à la succession de Petra Gössi à la tête du PLR. 
Le 24 novembre 2019, il est élu au Conseil des États lors du deuxième tour des élections dans le canton d'Argovie, après s'être imposé à l'interne de son parti contre Matthias Jauslin par 154 voix contre 38. Il est réélu au premier tour le 22 octobre 2023. Il est membre de la de la CTT, de la Commission de la politique de sécurité (CPS) et la Commission de gestion (CdG) jusqu'à la fin 2023, de la Commission de l'économie et des redevances (CER) depuis juin 2023 et de la Commission de l'environnement, de l'aménagement du territoire et de l'énergie (CEATE) depuis la fin 2023.
Le 2 octobre 2021, il est élu président du PLR par l'assemblée des délégués du parti en remplacement de Petra Gössi. Il était le seul candidat en lice.

### Autres mandats
Il est président de la section argovienne du Touring Club Suisse à partir de 2011 et vice-président du TCS suisse à partir de 2012. Il remet ces deux mandats au printemps 2020,.
Il est également président de l'Association suisse des transports routiers (ASTAG) depuis septembre 2020, succédant au conseiller national UDC Adrian Amstutz.

### Positionnement politique
Il se situe sur l'aile droite du Parti libéral-radical,. Il se déclare « clairement à droite » et sa politique est axée, selon ses propres dires, sur les transports et la politique économique.
En 2018, il s'engage en faveur de la construction de multiples projets routiers ainsi que d'une autoroute à six voies dans le canton d'Argovie.
Il s'est opposé au virage écologique du PLR sous la direction de Petra Gössi et à la révision totale de 2020 de la loi sur le CO2. Il s'est également engagé très tôt pour une rupture des négociations sur l'accord-cadre avec l'Union européenne.